# Sharon (Wisconsin)
Sharon es una villa ubicada en el condado de Walworth en el estado estadounidense de Wisconsin. En el Censo de 2010 tenía una población de 1.605 habitantes y una densidad poblacional de 373,99 personas por km².

## Geografía
Sharon se encuentra ubicada en las coordenadas 42°29′55″N 88°43′48″O / 42.49861, -88.73000. Según la Oficina del Censo de los Estados Unidos, Sharon tiene una superficie total de 4.29 km², de la cual 4.29 km² corresponden a tierra firme y (0%) 0 km² es agua.

## Demografía
Según el censo de 2010, había 1.605 personas residiendo en Sharon. La densidad de población era de 373,99 hab./km². De los 1.605 habitantes, Sharon estaba compuesto por el 86.73% blancos, el 0.25% eran afroamericanos, el 0.56% eran amerindios, el 0.37% eran asiáticos, el 0% eran isleños del Pacífico, el 10.47% eran de otras razas y el 1.62% pertenecían a dos o más razas. Del total de la población el 16.51% eran hispanos o latinos de cualquier raza.

### Curiosidades
Esta ciudad estadounidense es conocida en el mundo por la peculiaridad de que su alcalde es un gato llamado Freddy muy querido por los vecinos de esta localidad wisconsinesa.